# Ironman Triathlon
Entre 3,8 km de natação, 180 km de ciclismo e 42,195 km de corrida ou 140.6 milhas 
O triathlon é um desporto que surgiu em 1974, na cidade de San Diego, Estados Unidos, onde os atletas realizam três modalidades diferentes, sempre numa mesma sequência: natação, ciclismo e corrida.

## História
Esta modalidade extremamente exigente foi proposta pela primeira vez pelo comandante da Marinha dos Estados Unidos John Collins e sua esposa para por fim a uma discussão surgida durante a cerimônia de premiação de uma prova de corrida no Havaí, sobre qual seria o atleta mais resistente: nadadores, corredores ou atletas de outras modalidades. Eles sugeriram combinar  três provas já existentes que deveriam ser completadas sucessivamente: "The Waikiki Rothwater Swim" que compreendia aproximadamente 3,8km de natação, a "The Around-Oahu Bike Race" que originalmente acontecia em dois dias e percorria aproximadamente 180km de bicicleta e a Maratona de Honolulu. Collins então disse: "Quem terminar a prova em primeiro lugar será chamado o homem de ferro".
Após algum tempo de treino, no dia 18 de fevereiro de 1978, em pleno verão havaiano, Collins e mais 14 pessoas realizaram a primeira prova Ironman.
Até a metade da maratona John Collins liderava a prova, mas foi ultrapassado por Gordon Haller, que manteve a liderança e venceu a inédita modalidade, tornando-se o 1º vencedor da modalidade.
Este primeiro "homem de ferro" nadou os 3,8 km em 1h20min, pedalou os 180 km em 6h56min e finalizou com uma maratona em 3h30min, totalizando o tempo de 11h46min40seg. Dos 15 participantes que iniciaram a prova, somente 12 completaram.

## Modalidades
Atualmente há um circuito mundial de 45 provas de Ironman cobrindo diversos destinos no mundo. Todas as provas são organizadas por empresas que licenciam o uso da marca Ironman, propriedade da WTC (World Triathlon Corporation). A inscrição para o evento custa em média US$ 600.
O Ironman de Kona, no Havaí, é o Campeonato Mundial de Ironman. As inscrições são conquistadas por qualificação ou através de um sistema de loteria.
O tempo limite de uma prova de Ironman é de 17 horas. Os atletas profissionais competem por premio em dinheiro e a chance de disputar o campeonato mundial no Havaí. O melhor tempo já registrado em um Ironman ocorreu em Florianópolis, Brasil,  pelo Britanico Timothy Philip  no dia 28 de Maio de 2017 com a marca de 7h40min33s.

### Ironman 40
Esta exigente modalidade de triatlo de longa distância compreende 40 provas de 3,8 quilómetros de natação, 180 quilómetros de ciclismo e finalmente 42,195 quilómetros de corrida (equivalente a uma maratona). Em 2016, 4 atletas conseguiram completar as 40 provas, três homens e uma mulher. São eles Elizabeth Model, o seu marido John Wragg e também Luis Álvarez e Jeffon Jonas.

## No Brasil
A prova no Brasil é realizada desde 1982 e a partir de 2001 passou a ser disputada na cidade de Florianópolis, tendo sua largada na praia de Jurerê Internacional. Com a realização da prova na Ilha de Santa Catarina, houve um crescimento considerável no número de participantes. O nº de 250 inscritos na prova de Porto Seguro (BA) em 2000 já saltou para 1.500 inscrições em 2019. 

### Ironman Florianopólis 2001 - 2020
A sede do IRONMAN Brasil por duas décadas foi na cidade de Florianópolis.
Todos os anos o Ironman mobiliza um verdadeiro exército de colaboradores que contribuem para a viabilização do evento. São estudantes, militares e voluntários que ficam dispostos em áreas localizadas estrategicamente por todo o percurso e abastecem os atletas com água, bebidas energéticas e hidratantes.
Os competidores têm, contando-se o tempo a partir do momento da largada, até 2h30min para completar o percurso da Natação, 10h40min para completar o percurso de Ciclismo e 17h para completar o percurso da Corrida. O atleta que exceder o tempo limite de cada etapa será desqualificado.

### Ironman Fortaleza  2014 - 2016
Na edição de estreia em 2014, o paranaense Guilherme Manocchio venceu no masculino, concluindo os 3.8 km de natação, 180.2 km de ciclismo e 42.2 km de corrida com o tempo de 8h30min15seg. Já no feminino, a gaúcha radicada em São Paulo, Ariane Monticelli, garantiu a segunda colocação, com o tempo de 9h41min55seg, na prova vencida pela norte-americana Haley Chura, que fez o tempo de 9h09min20seg.
Já em 2015 na segunda edição do Ironman Brasil Fortaleza a prova esteve focada na Faixa Etária, consagrou os brasileiros Francisco Sartore e Rosecler Costa, ambos de Santos, no litoral paulista, como grande campeões. Chiquinho, como é conhecido, completou os 3.8 km de natação, 180.1 km de ciclismo e 41.1 km de corrida com o tempo de 9h14min23seg, seguido por outros dois brasileiros, Felipe Dayrell Silvestre, com 9h28min00seg, e Peter Pichnoff, com 9h29min49seg. No feminino, Rosecler, por sua vez, marcou 10h45min10seg, seguida por Claudia Scaldini, 11h06min01seg e Lívia Bustamante, 11h08min31seg, ambas também atletas nacionais.
Em 2016 o triatlhon brasileiro garantiu seu terceiro título consecutivo, com o paulista de São Bernardo do Campo, José Belarmino Souza Filho em 9h12min09seg, seguido por Felipe Dayrell Silvestre com 9h18min39seg e em terceiro Gustavo Fleury Soares, 9h20min19seg. No feminino o primeiro lugar foi da Uruguaia Marina Porrini com 10h45min00seg seguida pelas brasileiras Paula Ponte, 10h49min45seg e fechando o pódio Lívia Bustamante, com 11h02min16seg.   

Com a queda do número de inscritos, os organizadores da prova decidiram em converte-la em um triatlhon na distância 70.3, mantendo a distância Ironman apenas em Florianopólis.
Muitos competidores lamentaram pela decisão e relataram que o nível de dificuldade da prova se assemelha a Kona, onde tradicionalmente ocorre o campeonato mundial do Ironman. 

### Ironman Brasil desempenho dos Atletas Brasileiros profissionais
O Brasil acumula 4 títulos, sendo três no feminino, com Fernanda Keller (2004 e 2008) e Ariane Monticeli (2015), e um no masculino, com Igor Amorelli (2014).

### Ironman Florianópolis 2019
Os triatletas dos Estados Unidos foram os melhores no IRONMAN Brasil 2019. Sarah Pampiano, vice em 2018, voltou ao país para garantir o título com recorde, no tempo de 8h40min48seg – o anterior era de Susie Cheetham (GBR), 8h52min00s – para os 3,8 km de natação, 180,2 km de ciclismo e 42.1 km em 2017. Andrew Potts, de 43 anos, completou a prova em 8h02min57seg. 
Os brasileiros também fizeram bonito em Jurerê Internacional. Capixaba radicada em Balneário Camboriú (SC), Pâmella Oliveira, que fez sua estreia no full, terminou em segundo lugar, no tempo de 9h03min46seg. O gaúcho Frank Silvestrin, por sua vez, terminou em terceiro lugar, com o  tempo de 8h10min19seg,

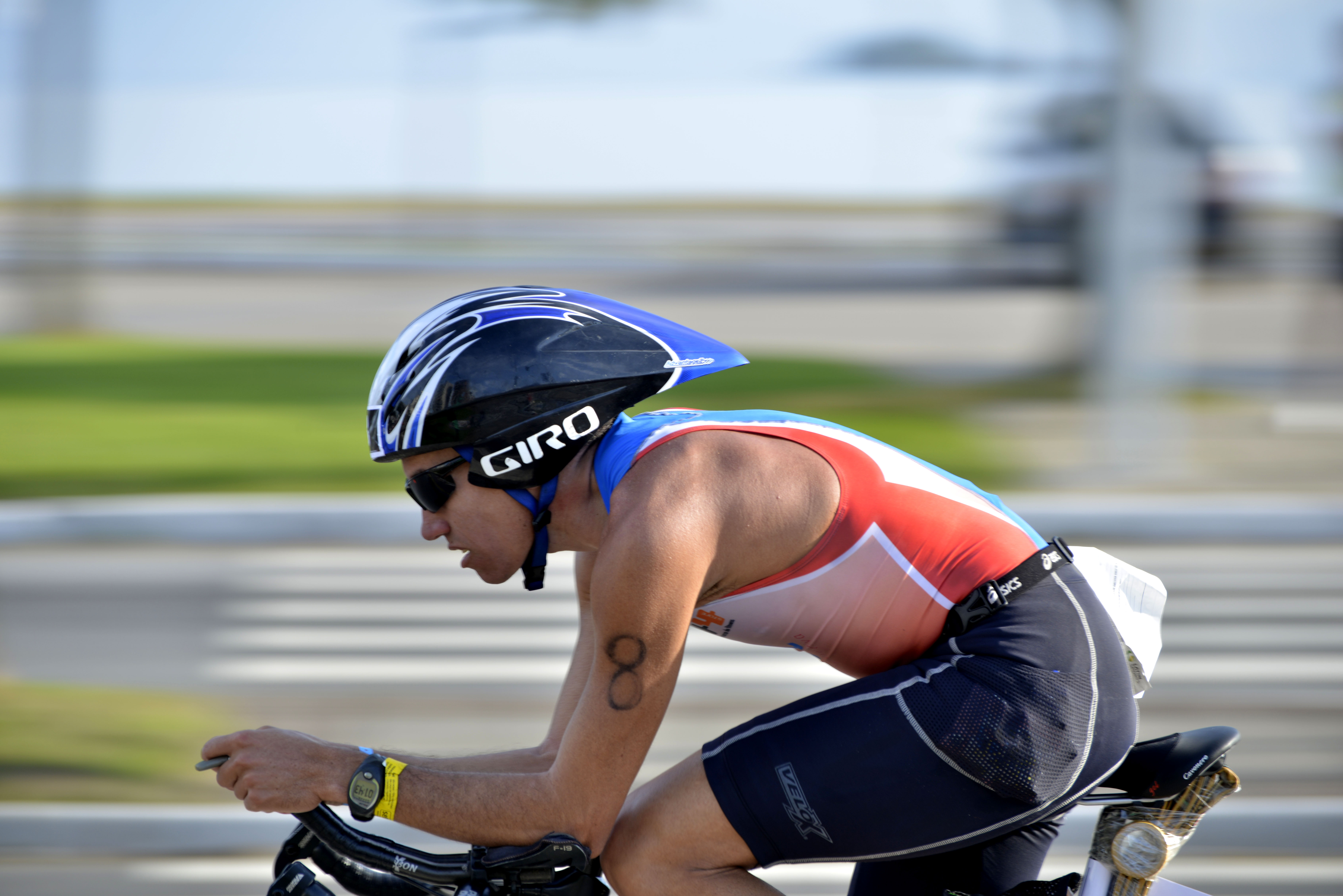
Ironman 2013 em Florianópolis

### Ironman Brasil Campeões - 2001 a 2019
2001- Eduardo Sturla (ARG), 8h11min10s / Wendy Ingraham (EUA), 9h10min02s
2002 - Spencer Smith (GBR), 8h15min38/Nicole Leder (ALE), 9h24min45s
2003 - Oscar Galindez (ARG), 8h16min10/ Bárbara Buenahora (ARG), 9h33min21
2004 - Olaf Sabatchus (ALE), 8h19min32s/Fernanda Keller (BRA), 9h26min05s
2005 - Olaf Sabatchus (ALE), 8h50min56s/Joanna Zeiger (EUA), 9h29min43s
2006 - Oscar Galindez (ARG), 8h15min18s/Lisbeth Kristensen (DIN), 9h20min46s
2007 - Oscar Galindez (ARG), 8h21min11s/Nina Kraft (EUA), 9h12min39s
2008 - Eduardo Sturla (ARG), 8h28min24s/Fernanda Keller (BRA), 9h24min49s
2009 - Eduardo Sturla (ARG), 8h13min38s/Dede Griesbauer (EUA), 9h10min14s
2010 - Luke McKenzie (AUS), 8h07min38s/Tereza Macel (CAN), 9h26min08s
2011 - Eduardo Sturla, (ARG), 8h15min03s/Amy Marsh (EUA), 9h09min39s
2012 - Ezequiel Morales (ARG), 8h22min40s/Sofie Goss (BEL), 9h17min42seg
2013 - Timothy ODonnell (EUA), 8h01min32s/Amanda Stevens (EUA), 9h05min52s
2014 - Igor Amorelli (BRA), 8h07min53s/Sara Gross (CAN), 8h56min34s
2015 - Marino Vanhoenacker (BEL)/7h53min44s/Ariane Monticeli (BRA), 8h59min08s
2016 - Brent McMahon (CAN), 7h46min11s/Elizabeth Lyles (EUA), 8h54min11s
2017 - Tim Don (GBR), 7h40min23s*/Susie Cheetham (GBR), 8h52min00s**
2018 - Jesper Svensson (SUE) - 8h08min06seg/ Kirsty Jahn (DIN) - 8h54min57seg
2019 – Andrew Potts (EUA) – 8h02min57s/Sarah Piampiano (EUA), 8h40min48s **